# Scottsville (Virginia)
Scottsville es un pueblo situado en el condado de Albemarle, Virginia  (Estados Unidos). Según el censo de 2010 tenía una población de 566 habitantes.

## Demografía
Según el censo del 2000, Scottsville tenía 555 habitantes, 256 viviendas, y 145 familias. La densidad de población era de 139,1 habitantes por km².
De las 256 viviendas en un 24,2%  vivían niños de menos de 18 años, en un 42,2%  vivían parejas casadas, en un 12,9% mujeres solteras, y en un 43% no eran unidades familiares. En el 35,2% de las viviendas  vivían personas solas el 14,1% de las cuales correspondía a personas de 65 años o más que vivían solas. El número medio de personas viviendo en cada vivienda era de 2,17 y el número medio de personas que vivían en cada familia era de 2,82.
Por edades la población se repartía de la siguiente manera: un 22,2% tenía menos de 18 años, un 7% entre 18 y 24, un 29,7% entre 25 y 44, un 23,8% de 45 a 60 y un 17,3% 65 años o más.
La edad media era de 40 años.  Por cada 100 mujeres de 18 o más años  había 83,8 hombres.
La renta media por vivienda era de 30.903$ y la renta media por familia de 41.667$. Los hombres tenían una renta media de 31.369$ mientras que las mujeres 22.656$. La renta per cápita de la población era de 17.432$. En torno al 11,1% de las familias y el 12,9% de la población estaban por debajo del umbral de pobreza.

## Localidades adyacentes
El siguiente diagrama muestra a las localidades más próximas a Scottsville.